# 윤인경
윤인경(尹仁鏡, 1476년 ~ 1548년)은 조선의 문신이다. 자는 경지(鏡之), 시호는 효성(孝成)이다.

## 생애
1504년(연산군 10) 생원·진사시에 합격하고, 1506년 별시 문과에 정과로 급제해 성균관학록에 선발되었고, 예문관검열이 되었다. 1506년 학록으로 재직 중 중종반정 후 정국원종공신 2등에 녹훈되었다. 이어 예조좌랑, 병조좌랑, 호조좌랑, 사간원정언, 한성부판관, 승문원교리를 지냈다. 1510년에 삼포왜란을 진압한 공으로 1511년, 장악원첨정으로 승진하고 외직으로 나가 태안군수로 근무하는 동안 명망이 높았고 이후 병조정랑, 사헌부지평을 지내고 사간원 사간을 지내고 사재감 부정, 사복시 부정, 사섬시부정, 세자시강원보덕, 성균관사성을 연이어 지내고 재차 사간원사간, 사헌부집의를 지냈으며 사복시정과 상의원정을 지냈다. 이어 홍문관부응교로 강등되었다가 홍문관응교가 되었고 얼마 안 되어 동부승지가 되고 우부승지가 되었다가 군위로 좌천되고 오위장을 겸임하였으며 곧 예조참의와 대사간을 겸임하였다. 다시 상호군으로 강등되었다가 충청도관찰사가 되고 좌부승지, 좌승지를 거쳐 도승지가 되었다. 다시 군위로 전직되었다가 호조참의, 이조참의를 지내고 황해도관찰사가 되었다. 이후 동지중추부사, 형조참판을 지내고 다시 동지중추부사가 되고 예조참판을 거쳐 경상도관찰사가 되었다. 이후 동지중추부사, 한성부우윤, 한성부좌윤, 동지의금부사, 병조참판 등을 지내고 형조판서가 되었는데 이어 한성부판윤을 겸임하였지만 모함으로 파직되었다가 다시 지중추부사로 기용되고 공조판서, 우참찬, 좌참찬, 예조판서, 오위도총부도총관 등을 지냈다. 이후 경연관, 춘추관대제학을 거쳐 홍문관대제학, 예문관대제학이 되고 지의금부사, 동지성균관사, 세자시강원우빈객, 세자시강원좌빈객을 겸임하고 호조판서, 형조판서, 이조판서를 거쳐 병조판서와 대사헌을 겸임하고 승문원지제교, 판의금부사를 지냈다. 다시 우찬성이 되었다가 이조판서로 전직되고 판의금부사, 우찬성, 좌찬성을 거쳐 우의정이 되고 영경연사, 감춘추관사를 겸하고 좌의정, 산릉총호사, 승문원도제조, 의금부도제조 등을 거쳐 영의정이 되었는데 영경연사, 관각관상감사를 겸하였다.